# آیبل
آیبل (انگلیسی: Aibel) شرکت اکتشاف و تولید نفت نروژی است، که در سال ۲۰۰۷ تأسیس شد.